# Horace Randal
Horace Randal (4 janvier 1833 - 2 mai 1864) est colonel de l'armée des États confédérés pendant la guerre de Sécession (guerre civile). Randal est mortellement blessé alors qu'il commande une brigade à la bataille de Jenkins' Ferry, en Arkansas, le 30 avril 1864, mourant deux jours plus tard. Le président confédéré Jefferson Davis n'a pas donné suite à une demande faite par le général E. Kirby Smith, le 8 novembre 1863 de promouvoir Randal au grade de brigadier général. Après la performance de Randal lors de la bataille de Mansfield, le général Smith, en tant que commandant confédéré du département du trand-Mississippi, affecte Randal à un service de brigadier général le 13 avril 1864. Randal n'est pas officiellement promu. Jefferson Davis par la suite révoque la nomination de brigadier général de Randal par Smith.
Randal est diplômé de l'académie militaire de West Point en 1854, et sert comme second-lieutenant et breveté premier-lieutenant dans l'armée américaine quand les États du sud profond font sécession de l'Union. Randal démissionne de l'armée américaine le 27 février 1861 et est rapidement nommé colonel du 28th Texas Cavalry.

## Avant la guerre
Horace Randal naît dans le comté de McNairy, au Tennessee le 4 janvier 1833,,. Ses parents, le Dr Leonard Randal, et Sarah Kyle Randal, déménagent au Texas en 1838 avec toute la famille. Le Dr Leonard Randal est un chirurgien de l'armée, qui plus tard est élu à la chambre des représentants des États-Unins du Texas.
Après cinq ans de scolarité, Horace Randal est diplômé de l'académie militaire de West Point en 1854, sortant quarante-cinquième sur une promotion de quarante-six cadets,,. À l'origine affecté dans l'infanterie, Randal est transféré dans le 1st U.S. Dragoons en 1855. Il combat les Indiens dans le sud-ouest. En 1857, le secrétaire américain à la Guerre Jefferson Davis recommande que Randal reçoive un brevet de premier-lieutenant pour bravoure et conduite méritoire dans le conflit avec les Apaches.
Randal épouse en première Julia Bassett, puis Nannie E. Taylor.
Randal est à Washington, D.C. au cours de la semaine avant l'inauguration d'Abraham Lincoln en tant que président des États-Unis. Le général en chef de l'armée des États-Unis, le lieutenant-général breveté Winfield Scott, offre à Randal une commission dans l'armée régulière de commandant. Randal décide de suivre son État, le Texas, au sein des États confédérés d'Amérique (la Confédération). Il démissionne de l'armée des États-Unis le 27 février 1861.

## Guerre de Sécession
Randal est nommé premier lieutenant dans l'armée des États Confédérés, l'armée régulière de la Confédération, le 26 mars 1861, avec une date de prise de rang au 16 mars 1861. Le 25 avril 1861, lorsque Randal reçoit l'ordre de rendre compte au général Braxton Bragg à Pensacola, en Floride, pour servir comme quartier-maître dans l'état-major de Bragg. Randal, cependant, se plaint au président Davis que d'autres, qui avaient moins d'ancienneté que lui dans l'armée américaine ont obtenu des grades ou des rangs plus élevées ou des rangs, et il démissionne.
Randal a l'intention de retourner au Texas pour lever un régiment pour l'armée confédérée. À la demande de son beau-frère, le major général Gustavus Woodson Smith, il reste dans le nord de la Virginie en tant qu'aide-de-camp volontaire dans l'état-major de Smith. Bien que Jefferson Davis est peu disposé à renommer un officier qui a démissionné récemment, il est persuadé par Smith de nommer Randal en tant que lieutenant et aide-de-camp de Smith. Il devient un des officiers préférés du général Joseph E. Johnston , tout en agissant en tant qu'inspecteur général du corps de G. W. Smith au cours de l'hiver 1861–1862.
Randal est autorisé à lever un régiment de cavalerie au Texas le 19 décembre 1861. Randal est connu par ses contemporains, comme son camarade de chambre de West Point John Bell Hood, comme un excellent cavalier. Le 12 février 1862, il retourne au Texas pour prendre le commandement du nouveau régiment le 28th Texas Cavalry, qui combat le plus souvent démonté. En décembre 1862, Randal commande une brigade sous les ordres du brigadier général Henry McCulloch.
La brigade de Randal est tenue en réserve lors de la bataille de Milliken's Bend pendant le siège de Vicksburg.
Le général E. Kirby Smith recommande que Randal soit promu brigadier général le 8 novembre 1863. Aucune mesure n'est prise à la suite de la demande. L'historien Bruce S. Allardice dit que c'est parce que la brigade est bien en dessous de la force d'une brigade à l'époque.
Lors de la bataille de Mansfield, le 8 avril 1864, pendant la campagne de la Red River, la brigade de Randal brise la ligne de l'Union et fait environ 500 prisonniers et le train de wagon de l'armée de l'Union  tout en menant la poursuite de la force fédérale en fuite. Le 13 avril 1864, le général E. Kirby Smith nomme Randal à un service de brigadier général,. Randal et sa brigade se distinguent également lors de la bataille de Pleasant Hill, le 9 avril 1864.
Randal est mortellement blessé alors qu'il mène une charge lors de la bataille de Jenkins' Ferry, le point culminant de l'expédition de Camden de  l'Union sous les ordres du major-général Frederick Steele, qui fait partie de la campagne de la Red River plus importante du major général Nathaniel P. Banks, le 30 avril 1864. Il décède le 2 mai 1864, et est enterré près du champ de bataille,.

## Suite et héritage
À une date ultérieure, les restes d'Horace Randal sont enlevés afin du vieux cimetière de Marshall à Marshall, au Texas. Malgré la faute d'orthographe, le comté de Randall, au Texas, est nommé en l'honneur d'Horace Randal.